# Jaroszewo (Grobia)

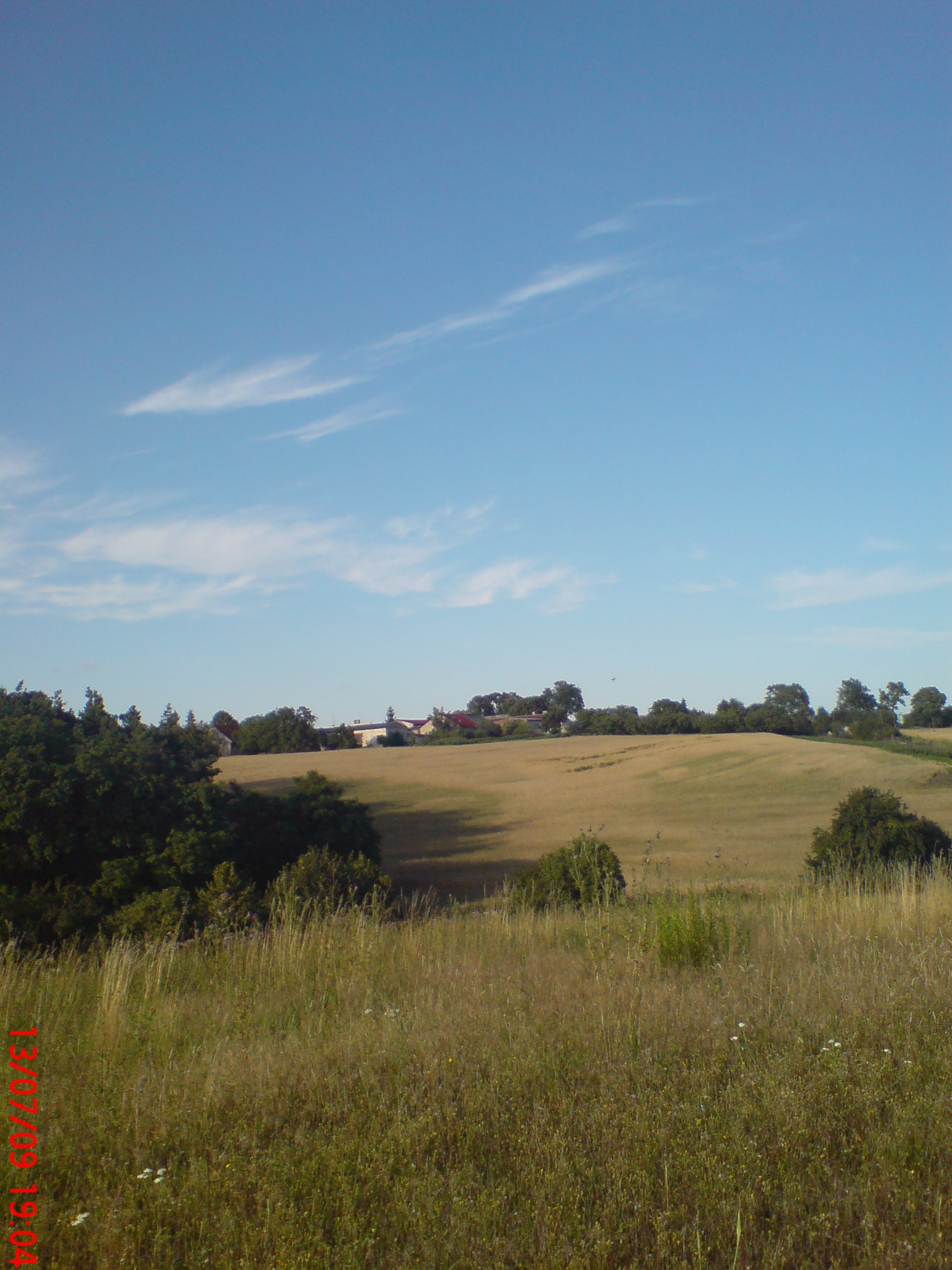
Widok na zabudowania Jaroszewa od strony Jeziora Jaroszewskiego

Jaroszewo – część wsi Grobia w Polsce, położona w województwie wielkopolskim, w powiecie międzychodzkim, w gminie Sieraków. 
W latach 1975–1998 Jaroszewo administracyjnie należało do województwa poznańskiego.
Dawniej osobny przysiółek, dziś integralna część sołectwa. Leży nad Jeziorem Jaroszewskim. 
Wieś szlachecka położona w powiecie poznańskim województwa poznańskiego była własnością podskarbiego koronnego Jakuba Rokossowskiego około 1580 roku.
W okresie Wielkiego Księstwa Poznańskiego (1815-1848) miejscowość należała do wsi mniejszych w ówczesnym pruskim powiecie Międzyrzecz w rejencji poznańskiej. Jaroszewo należało do okręgu sierakowskiego tego powiatu i stanowiło część majątku Sieraków, którego właścicielem był wówczas rząd pruski w Berlinie. Według spisu urzędowego z 1837 roku wieś liczyła 77 mieszkańców, którzy zamieszkiwali 8 dymów (domostw).